# Van Hauwermeirsmolen
De Van Hauwermeirsmolen is een watermolen op de Molenbeek in de tot de Oost-Vlaamse gemeente Wetteren behorende plaats Massemen, gelegen aan de Watermolenstraat 64. Deze watermolen van het type bovenslagmolen fungeerde als korenmolen.

## Geschiedenis
In 1592 was al sprake van een watermolen op deze plaats. Het was een dubbelmolen die ook een oliemolen omvatte. In 1666 werd hij genoemd als zijnde in bezit van de familie de Merode.
In 1894 werd een stoommachine geplaatst die beide installaties moest aandrijven. Omstreeks 1909 werd de oliemolen door een nieuw gebouw vervangen waarin een industriële olieslagerij werd gevestigd. De oliemolen werd ontruimd en raakte in verval. Er werd een nieuwe stoommachine aangeschaft die tot 1955 in werking bleef. De industriële olieslagerij raakte langzaamaan buiten bedrijf en omstreeks 1965 kwam ook de maalderij tot een einde.
In 1994 werd de watermolen en omgeving, samen met de industriële olieslagerij met schoorsteen, beschermd als monument. Van 2001-2006 werd de molen maalvaardig gerestaureerd en werd een nieuw, metalen, bovenslagrad aangebracht.
Sindsdien vervult de molen ook een sociaal-culturele functie.
- Inventaris van het Bouwkundig Erfgoed (Vlaanderen): 85167